# Maria Luiza Kestring Liebsch
Maria Luiza Kestring Liebsch (Mirim Doce, 18 de janeiro de 1974) é uma política brasileira, filiada ao Partido do Movimento Democrático Brasileiro (PMDB).
Em 2008 foi a primeira mulher eleita ao cargo de prefeito de Mirim Doce, município do estado de Santa Catarina. Em 2012 foi reeleita.